# Liste der Monuments historiques in Montereau-Fault-Yonne
Die Liste der Monuments historiques in Montereau-Fault-Yonne führt die Monuments historiques in der französischen Gemeinde Montereau-Fault-Yonne auf.

## Liste der Bauwerke
| Bezeichnung                        | Beschreibung | Standort                        | Kennzeichnung | Schutzstatus   | Datum | Bild           |
| ---------------------------------- | ------------ | ------------------------------- | ------------- | -------------- | ----- | -------------- |
| Alignement des Sept Grés           |              | (Lage)                          | PA00087118    | Classé         | 1889  |                |
| Keller Saint-Nicolas               |              | Route de Paris (Lage)           | PA00087355    | Inscrit        | 1992  | weitere Bilder |
| Schloss                            |              | (Lage)                          | PA00087116    | Inscrit        | 1946  | weitere Bilder |
| Stiftskirche Notre-Dame-Saint-Loup |              | (Lage)                          | PA00087117    | Classé         | 1908  | weitere Bilder |
| Logis du Grand-Cerf                |              | 1, rue des Changes (Lage)       | PA00087119    | Inscrit        | 1946  | weitere Bilder |
| Hospice de la Charité              |              | 5, rue du Petit-Chaudron (Lage) | PA00087120    | Inscrit        | 1946  |                |
| Haus                               | abgegangen   | 6, 8 rue du Tripot              | PA00087122    | Inscrit        | 1945  |                |
| Hostellerie de la Levrette         |              | 23, rue Port-des-Fossés (Lage)  | PA00087121    | Inscrit        | 1946  | weitere Bilder |
| Ehemaliges Priorat Saint-Martin    |              | Butte de Surville (Lage)        | PA00087123    | Classé Inscrit | 1979  | weitere Bilder |
| Ehemaliges Gefängnis               |              | Grande rue Saint-Maurice (Lage) | PA00087124    | Inscrit        | 1942  | weitere Bilder |

## Liste der Objekte

### Kirche Notre-Dame-Saint-Loup
Zum Verständnis siehe: Kirchenausstattung
| Bezeichnung                                       | Beschreibung                                                                 | Standort | Kennzeichnung | Schutzstatus | Datum | Bild           |
| ------------------------------------------------- | ---------------------------------------------------------------------------- | -------- | ------------- | ------------ | ----- | -------------- |
| Ehemalige Bank des Pfarrgemeinderats              | Holz, um 1800                                                                | (Lage)   | PM77003213    | Inscrit      | 1979  |                |
| Retabel in der Kapelle Sacré-Coeur                | Holz, 17. Jahrhundert                                                        | (Lage)   | PM77001167    | Classé       | 1967  |                |
| Reste eines Beichtstuhls (heute in der Sakristei) | Holz, 18. Jahrhundert                                                        | (Lage)   | PM77003151    | Inscrit      | 1979  |                |
| Zwei Weihwasserbecken                             | Marmor, 18. Jahrhundert                                                      | (Lage)   | PM77003211    | Inscrit      | 1979  |                |
| Ölgemälde Grablegung                              | Ende des 17. Jahrhunderts, von Frère Luc (* 1614 in Amiens; † 1685 in Paris) | (Lage)   | PM77002161    | Classé       | 1995  |                |
| Retabel im nördlichen Seitenschiff                | Stein, 16. Jahrhundert                                                       | (Lage)   | PM77001164    | Classé       | 1908  | weitere Bilder |
| Türflügel des nördlichen Portals                  | Holz, 16. Jahrhundert                                                        | (Lage)   | PM77001166    | Classé       | 1955  |                |
| Schranke in der Kapelle St-Loup                   | Schmiedeeisen, 1822                                                          | (Lage)   | PM77003212    | Inscrit      | 1979  |                |
| Hauptaltar                                        | Marmor und Holz, 1723                                                        | (Lage)   | PM77004927    | Inscrit      | 2009  |                |
| Zelebrationsstuhl und zwei Hocker                 | Holz, Anfang des 19. Jahrhunderts                                            | (Lage)   | PM77001171    | Classé       | 1980  |                |
| Skulptur Madonna mit Kind                         | Stein, 16. Jahrhundert                                                       | (Lage)   | PM77001165    | Classé       | 1944  |                |

### Hôtel de Ville
| Bezeichnung                                      | Beschreibung          | Standort | Kennzeichnung | Schutzstatus | Datum | Bild |
| ------------------------------------------------ | --------------------- | -------- | ------------- | ------------ | ----- | ---- |
| Skulptur Merkur                                  | Bronze, gallo-römisch | (Lage)   | PM77001170    | Classé       | 1909  |      |
| Wandteppiche Geschichte des trojanischen Krieges | 16. Jahrhundert       | (Lage)   | PM77001168    | Classé       | 1903  |      |
| Wandteppich Scène de l'Enéide                    | 17. Jahrhundert       | (Lage)   | PM77001169    | Classé       | 1903  |      |